# Zhuozi
Zhuozi (chiń. 卓资县; pinyin: Zhuózī Xiàn) – powiat w północnych Chinach, w regionie autonomicznym Mongolia Wewnętrzna, w prefekturze miejskiej Ulanqab. W 1999 roku liczył 237 033 mieszkańców.